# ローレル・クローニン
ローレル・クローニン（Laurel Cronin,  1939年10月10日 - 1992年10月26日）は、アメリカ合衆国の女優である。

## 来歴
1939年、イリノイ州のフォレストパークに生まれる。35年間シカゴを拠点に舞台女優として、主にコメディ舞台で活躍。その後、1990年にロサンゼルスへ移住した。1991年にスティーヴン・スピルバーグ監督のファンタジー映画『フック』で商業映画デビュー。1992年にはチャールズ・グローディン主演のコメディ映画『ベートーベン』のベビーシッター役で印象を残している。その後も、スティーヴ・マーティン、ゴールディ・ホーンら出演の『ハウスシッター/結婚願望』などへ出演した。

### 死去
1992年、イリノイ州シカゴにて癌のため死去。53歳だった。

## 出演作品

### 映画
- デリンジャー Dillinger (1991) ※テレビ映画
- フック Hook (1991)
- ベートーベン Beethoven (1992)
- ハウスシッター/結婚願望 HouseSitter (1992)
- プリティ・リーグ A League of Their Own (1992)

### テレビドラマ
- Crime Story (1991)
- ブルックリン橋 Brooklyn Bridge (1992)
- ベイビートーク Baby Talk (1992)
- ジュリー Julie (1992)